# Cascate di Iliochori
Le Cascate di Iliochori (greco: Καταρράκτες Ηλιοχώρι); sono cascate che si trovano a Iliochori in Grecia, 

## Descrizione
Le cascate si trovano in località "Balta di Striga" si trovano a 2 km dal villaggio di Iliochori, circa 20 minuti a piedi. Partendo dalla piazza principale di Mesochori dove si trova il Platanus e la chiesa di Aghios Nicolaos, su un sentiero relativamente facile e ben segnalato in direzione della chiesa di Aghios Athanasios. Ci sono tre cascate di fila, la più grande delle quali è alta più di 25 metri. Piccole piscine naturali sono formate alla loro base dall'acqua gelida del fiume Cryopotamos. Le cascate si trovano ad est del paese, ad un'altitudine di 780 metri. Sulla strada per le cascate, attraverserai il ponte di pietra di Petsos, costruito nel 1887. Nel 2009 la televisione greca SKY ha girato un documentario su questa bellezza naturale e sul paese di Iliochori, mostrando anche come arrivare nel paese. A seguito di questo evento è stato realizzato un nuovo percorso per poter raggiungere le cascate. Il vecchio ponte che portava alle cascate è stato portato via dalle acque e nel 2019 è stato ricostruito. Le cascate è una meta turistica che attira tanti turisti da ogni parte del mondo.